# Santa Catarina, San Luis Potosí
Santa Catarina là một đô thị thuộc bang San Luis Potosí, México. Năm 2005, dân số của đô thị này là 10910 người.